# POX 52
POX 52 (również PGC 038055) – karłowata galaktyka eliptyczna należąca do grupy galaktyk Seyferta typu 1, położona w gwiazdozbiorze Kruka. Znajduje się ona w odległości około 300 mln lat świetlnych od Słońca i porusza się względem niego z prędkością ponad 6500 km/s (oddala się).
POX 52 została odkryta na zdjęciach wykonanych przez UK Schmidt Telescope w latach 1977–1978 wraz z 20 innymi galaktykami oraz 22 kwazarami przez Daniela Kuntha, Wallace’a L. W. Sargenta i Charlesa Kowala (praca opublikowana w maju 1981 r.).
POX 52 jest bardzo rzadkim przedstawicielem karłowatych galaktyk eliptycznych posiadających jasne jądro charakterystyczne dla galaktyk Seyferta.
W pobliżu galaktyki znajduje się gromada USGC S178, której może być ona odległym członkiem (galaktyka jest oddalona od centrum gromady o około 1,3 megaparseka).

## Czarna dziura
Pomimo iż galaktyka nie posiada zgrubienia, w jej centrum znajduje się aktywna czarna dziura. Masa czarnej dziury w centrum POX 52 mieści się najprawdopodobniej w zakresie od 1,8 × 105 do 4,2 × 105 M☉, co stanowi wartość pośrednią pomiędzy masami gwiazdowych czarnych dziur (3-100 M☉) i czarnych dziur w centrach większości galaktyk ze zgrubieniami i dużych galaktyk eliptycznych (miliony do miliardów M☉).